# AllBusiness.com
Allbusiness.com è un portale web gratuito di informazione in lingua inglese, che pubblica notizie e risorse per le Piccola e Medie Imprese con meno di 500 dipendenti.
Fu fondata nel '99 a San Francisco dagli avvocati Richard Harroch, Keith Belling e Jerry Engel, rispettivamente portavoce, amministratore delegato e direttore finanziario. Nel primo anno di vita, la società raggiunse i 100 dipendenti, mentre Belling assumeva il ruolo di Presidente, mentre nel ruolo di CEO lo sostituì Teymour Boutros-Ghali, nipote del segretario generale delle Nazioni Unite Boutros Boutros-Ghali.
A marzo del 2000, Allbusiness.com fu acquisita per 225 milioni di dollari dalla NBCi, portale Internet lanciato nello stesso anno dall'emittente NBC, che a partire 2007 fu integrato nel dominio NBC.com.
Quella di Allbusiness fu all'epoca una delle più costose scalate societarie fra due dot-com. Nel 2000, NBCi realizzò la fusione di Allbusiness.com con BigVine.com in nuovo soggetto denominato Allbusiness. L'assetto proprietario rimase invariato fino ad aprile del 2002, quando le attività di BigVine.com furono collocate sul mercato ed Harroch rientrò in possesso della titolarità del marchio di Allbusiness.
A giugno del 2004, Allbusiness raccolse 10 milioni di dollari nel venture capital con una classe di rischio B, e ulteriori 12.5 milioni a febbraio del 2006 con una classe di rischio inferiore. 

A dicembre del 2007 fu acquisita da Dun & Bradstreet per 55 milioni di dollari, in calo rispetto ai 225 mln della prima cessione del 2000. AllBusiness era stata una delle poche aziende sopravvissuta alla bolla delle dot-com e alla lenta ripresa del settore dell'editoria su Internet.
Cinque anni più tardi, Allbusiness licenziò i propri collaboratori, mentre filtrò alla stampa la notizia che, di lì a poco, Dun&Bradstreet avrebbe probabilmente messo in vendita il dominio. Appartenuto a D&B Digital, società del gruppo Dun&Bradstreet che aveva l'incarico di gestire i siti Internet gratuiti del gruppo e di curarne la raccolta pubblicitaria, dal 2019 le sue attività operative risultano gestite dalla società californiana ePersonalFinance.com, Inc
Il portale è curato da uno staff di esperti e ospita contenuti aziendali di vario tipo, fra i quali: articoli, periodici, video, blog, modulistica e accordi legali.